# Kunqu
Kunqu (kinesisk: 昆曲, pinyin: Kūnqǔ; Wade-Giles: K'un-ch'ü, "Kun-melodier") er den ældste operaform i Kina, der stadig spilles. Dens historie strækker sig tilbage til 1400-tallet til regionen Wu, og siges at have rødder i byen Kunshan, mellem Suzhou og Shanghai. Længere tilbage i historien er den inspireret af sangdramaformen Nanxi.
Fra det 16. århundrede og frem til det 18. århundrede var kunqu dominerende indenfor den kinesiske operaverden. Den anses som forløber til en række moderne operaformer, som for eksempel Pekingopera. 
Ved slutningen af Qing-dynastiet begyndte kunqus popularitet at dale, og omkring 1930 var den så godt som forsvundet. I de følgende år blev den dog genoplivet af enkelte intellektuelle og pekingoperaudøvere. Den fremføres fortsat (2011) en række steder i Kina - professionelt i syv byer i Fastlandskina: Beijing,  Shanghai, Suzhou, Nanjing, Chenzhou, Yongjia/Wenzhou og Hangzhou, og derudover i Taipei. Herudover findes en række amatør-operaselskaber, der praktiserer kunqu andetsteds.
Kunqu blev i 2001 udnævnt af UNESCO til Kinas første immaterielle verdensarv, da den blev indskrevet i UNESCO's liste over Mesterværker i mundtlig og immateriel kulturarv.